# Nammakhani
Nam-maḫani (𒉆𒈤𒉌, nam-maḫ-ni, también escrito como Nam-makhani, Nam-kha-ni y Nam-kha) fue el último gobernante (𒑐𒋼𒋛 ensi) de la II dinastía de la ciudad sumeria de Lagash, y reinó entre el 2114 y el 2111 a. C. Nam-maḫani estaba casado con Nin-ḫedu, hija de Ur-Baba lo cual le dio legitimidad para suceder a Ur-gar el anterior rey de Lagash. Durante su reinado Nam-maḫani tuvo que hacer frente a ciertas rebeliones que socavaron el poder de Lagash. Así la ciudad de Ur que bajo Ur-gar estaba sometida al rey de Lagash, pasó a depender del rey de Uruk, Utu-ḫegal, y pasaría a estar gobernada por Ur-Nammu. Nam-maḫani reinó sólo durante tres años y fue ejecutado por el propio general Ur-Nammu.

## Inscriptions
Nam-maḫani es conocido por varias de las inscripciones que dejó, y especialmente una cabeza de maza dedicada por la reina Nininimginaand y que lleva el nombre del rey Nam-maḫani, al dios Kindazi:

𒀭𒃱𒍣 / 𒈗𒀀𒉌 / 𒉆𒋾 / 𒉆𒈤𒉌 / 𒑐𒋼𒋛 / 𒉢𒁓𒆷𒆠𒂠 / 𒎏𒅎𒄀𒈾 / 𒌉𒅗𒆬𒆤 /  𒅇𒉆𒋾𒆷𒉌𒂠 / 𒀀𒈬𒈾𒊒 /𒅆𒁕𒁀 / 𒈗𒈬𒁀𒍣𒄀 / 𒃶𒈠𒁕𒍣𒍣 / 𒈬𒁉

dkinda2-zi / lugal-a-ni / nam-ti / nam-mah-ni / ensi2 / lagashKI-ka-she3 / nin-inim-gi-na / dumu ka-ku3-ke4 / u3 nam-ti-la-ni-she3 / a mu-na-ru / shita2-ba / lugal-mu ba-zi-ge / he2-ma-da-zi-zi / mu-bi

"A Kindazi, su rey. Nininimgina, hija de Kaku, donó esto por la vida de Nammahani, gobernante de Lagash, y también por su vida"
Inscripción de Nininimgina por la vida de Nam-mahani